# Taígete (satèl·lit)
Taígete (del grec Ταϋγέτη) o Júpiter XX és un satèl·lit natural retrògrad irregular del planeta Júpiter. Fou descobert l'any 2000 per un equip de la Universitat de Hawaii liderat per Scott Sheppard i rebé la designació provisional de S/2000 J 9.

## Característiques
Taígete té un diàmetre d'uns 5 quilòmetres, i orbita Júpiter a una distància mitjana de 22,439 milions de km en 686,675 dies, a una inclinació de 165 º a l'eclíptica (163° a l'equador de Júpiter), en una direcció retrògrada i amb una excentricitat de 0,3678.
Pertany al grup de Carme, compost pels satèl·lits irregulars retrògrads de Júpiter en òrbites entre els 23 i 24 milions de km i en una inclinació d'uns 165 °.

## Denominació
El satèl·lit deu el seu nom al personatge de la mitologia grega Taígete, una de les Plèiades, filla d'Atles i amant de Zeus amb el qual tingué a Lacedemon.
Rebé el nom definitiu de Taígete el 22 d'octubre de 2002. Anteriorment havia tingut la designació provisional de S/2000 J 9, que indica que fou el novè satèl·lit fotografiat per primera vegada l'any 2000.